# Острём, Эмма
Эмма Ирена Острём (швед. Emma Irene Åström, 1847—1934) — первая женщина в Финляндии, получившая диплом об окончании высшего учебного заведения (1882). Работала преподавателем в педагогическом училище.
Хотя Острём можно называть пионером университетского образования для женщин в Финляндии, сама она в конце своей жизни говорила, что никогда не была сознательным первопроходцем. Она считала, что так уж случилось, что её собственные, частные интересы совпали с новыми требованиями той эпохи, попали на подготовленную почву: её огромная жажда знаний, её интерес к таким «мужским» областям знаний, как философия и латинский язык, были поддержаны университетскими преподавателями и смогли реализоваться.

## Биография
Эмма Острём родилась 27 апреля 1847 года в общине Тайвассало области Варсинайс-Суоми Великого княжества Финляндского в семье землемера Карла Острёма и его жены Юстиины Якобссон. До шести лет девочка росла в Тайвассало, а затем переехала с матерью на Аландские острова, куда ранее переехали её отец вместе со своей матерью (бабушкой Эммы). Для матери Эммы родным языком был финский, Аландские же острова были полностью шведоязычны — и для девочки шведский язык также стал родным.

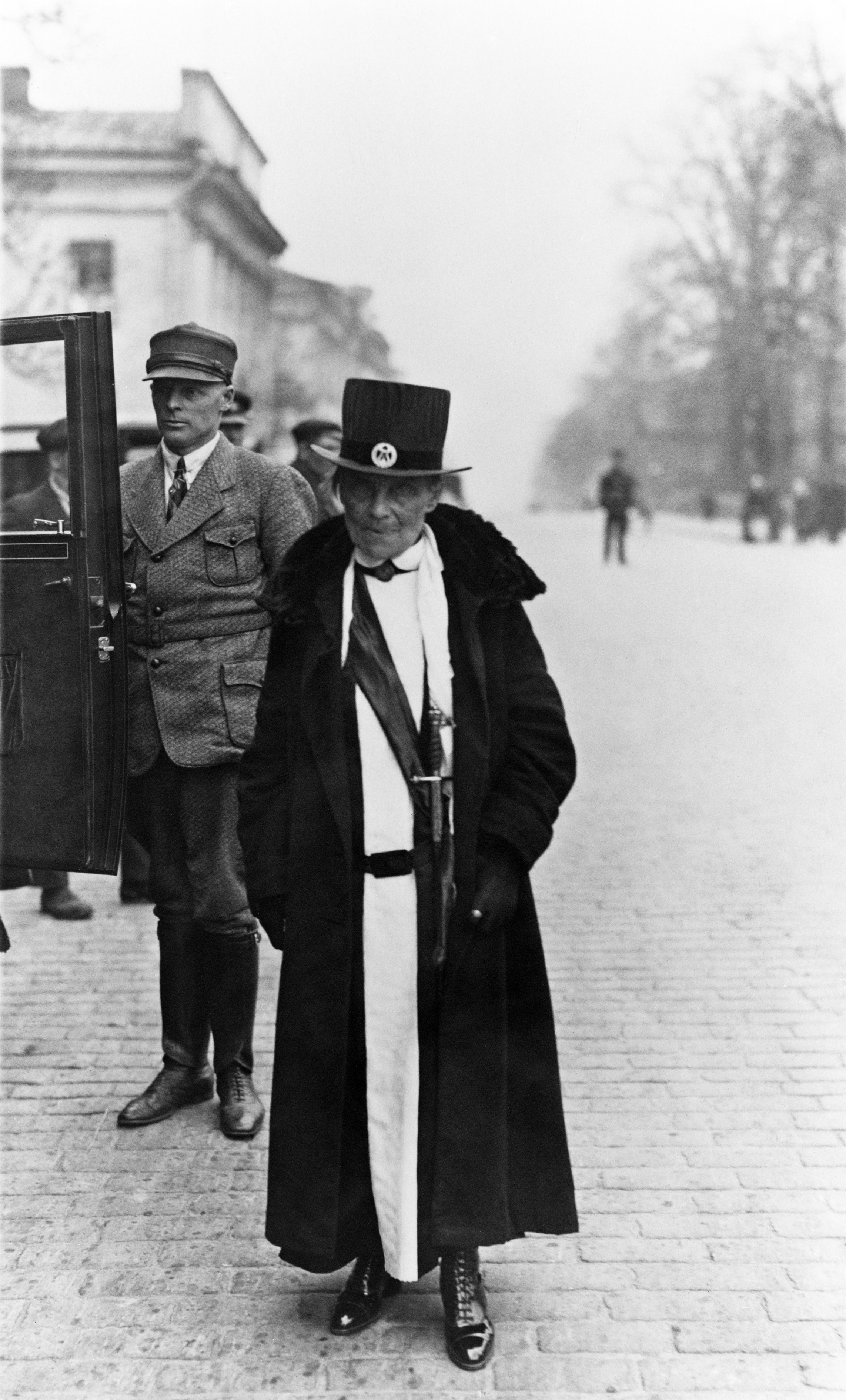
Эмма Астрём в церемониальном головном уборе в день присвоения ей звания почётного доктора философии Хельсинкского университета (1927)

С 1865 году училась в Ювяскюля в местном педагогическом училище, руководил который известный финский педагог, «отец финской школы» Уно Сигнеус. После окончания училища Острём работала в Ювяскюля в начальной школе для девочек (1869—1870), затем в Финской школе для девочек в Хельсинки (1871—1872), затем в Хельсинкской городской народной школе (1873—1874).
В 1873 году она начала учиться в Императорском Александровском университете (сейчас — Хельсинкский университет), однако уже в следующем году была вынуждена прервать учёбу из-за смерти отца и необходимости помогать семье. По протекции Уно Сигнеуса она получила место временного преподавателя в педагогическом училище в Таммисаари и работала там до 1876 года, но позже снова вернулась в Хельсинки и продолжила учёбу в университете, окончив его в 1882 году со степенью магистра философии.
После того, как Острём окончила университет, она получила широкую известность в либеральных кругах Финляндии и среди пионеров национального финского женского движения, а знаменитый Сакариас Топелиус и Аделаида Эрнрут посвятили ей хвалебные стихотворения. После окончания университета она продолжила работать преподавателем. Преподавала в Шведской школе в Хельсинки (1882—1886), затем вернулась в педагогическое училище в Таммисаари и преподавала там историю, а также шведский и финский языки (1886—1920). В 1927 году Эмме Острём было присвоено звание почётного доктора философии Хельсинкского университета.
Умерла 3 июля 1934 года в городе Таммисаари области Уусимаа.

## Память
Интерес к фигуре Острём был и остаётся в Финляндии достаточно высок, свидетельством чего являются две опубликованные книги с её биографией, а также книга её воспоминаний (в 1933 году книга вышла на финском языке под названием Elämäni ja ystäväni : muistelmateos — «Моя жизнь и мои друзья: воспоминания», в 1934 году эта книга вышла на шведском языке в переводе ещё одного пионера высшего образования — Эльсы Эняйярви-Хаавио, ставшей первым в Финляндии доктором фольклористики среди женщин). В педагогическом училище в Таммисаари создан степендиальный фонд её имени.